# Губадия
Губадия́ (тат. гөбәдия, баш. гөбәҙиә, чув. губади) — блюдо татарской, а также чувашской и башкирской национальных кухонь, закрытый круглый многослойный пирог. Традиционный вариант сладкий и подаётся к чаю, однако существуют вариации рецепта, включающие мясо.

## Описание
Губадия представляет собой высокий закрытый пирог круглой формы из сдобного пресного или дрожжевого теста, который состоит из многослойной начинки из домашнего творога корта, риса, рубленых яиц, сухофруктов (зачастую используются курага, изюм и чернослив) и эремсека, иногда может использоваться мясной фарш. Количество слоёв начинки может достигать пяти ― семи. Блюдо входит в национальные кухни башкир, татар и чувашей. В Башкортостане в основном распространено в западных и северных районах.

## Обрядовое значение
Пирог традиционно выпекается по праздникам: на свадьбе, при рождении ребёнка, при торжестве в честь имянаречения, при встрече дорогих гостей. По обрядовому значению губадия близка к русской кулебяке.
У казанских татар традиционно подается к чаю или как второе блюдо на праздничный стол. Пермские татары на свадьбе губадией угощают кумовьёв, приглашая их остаться, причём количество дней, которые кумовья проведут в гостях, зависит от количества слоёв начинки в пироге.
Для традиционной кухни татар Казахстана характерно подавать губадию вместо второго блюда или с бульоном.